# TEAC Corporation
TEAC Corporation (ティアック株式会社?, Tiakku Kabushiki-gaisha) (ティアック株式会社 Tiakku Kabushiki-gaisha), nota semplicemente come TEAC (pronuncia "Tee-ack") è un'azienda giapponese di elettronica di consumo. Fondata nel 1953, il nome dell'azienda è l'acronimo di Tokyo Electro-Acoustic Company.

## Panoramica
TEAC ha quattro divisioni:

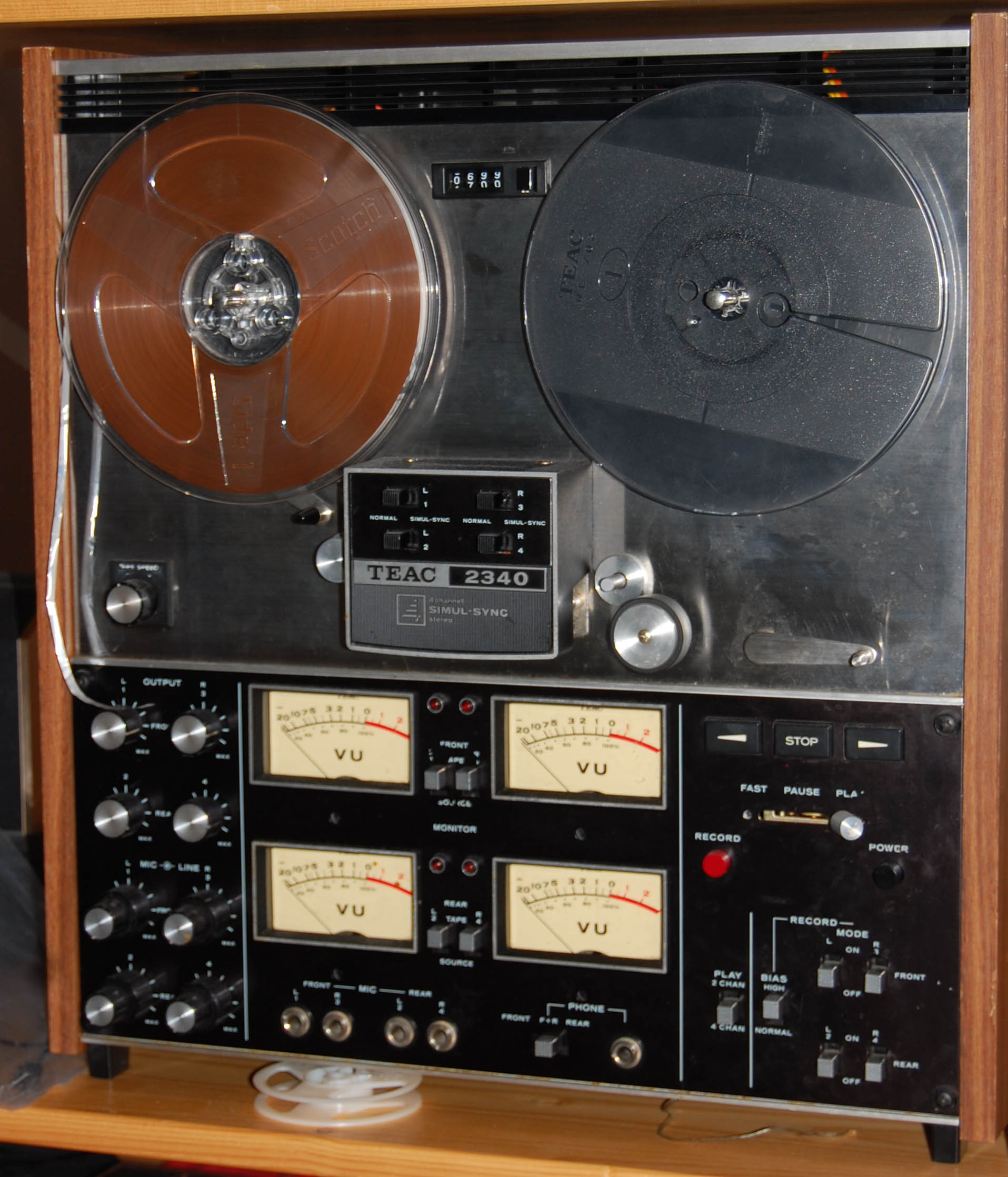
TEAC 2340, del 1973, home multitrack recorder, quattro piste su nastro da ¼ pollici.

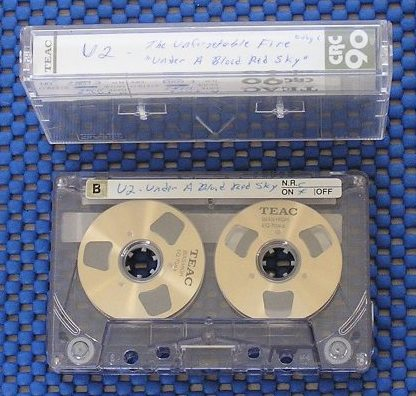
TEAC CRC 90 minuti Compact Cassette. Si noti il richiamo delle bobine esteticamente simili ai nastri a bobina aperta.

- TASCAM - Audio professionale e consumer
- ESOTERIC - High-end consumer audio
- TEAC Consumer Electronics - Prodotti audio di massa
- Data Storage and Disk Publishing Products - Floppy drives, DVD e CD recorder, MP3 player & NAS (Network Attached Storage)

TEAC è nota per i prodotti audio, in particolare Hi-Fi ed high-end audio, sviluppati a partire dagli anni '70-'80: registratori a bobina aperta, riproduttori di cassette, riproduttori di CD audio, giradischi e amplificatori.
In particolare TEAC produsse audio cassette con sembianze di nastri magnetici a bobina aperta. Tanti costruttori hanno preso ad esempio tale configurazione per dare maggior risalto ai propri prodotti come i registratori a nastro.
Negli anni '80-'90 TEAC è stata nota anche per la produzione di floppy disk drive.

## Storia
La società venne fondata nell'agosto del 1953 come Tokyo Television Acoustic Company, con il ruolo di progettista audio ricoperto Katsuma Tani, già ingegnere aeronautico specializzato in avionica, noto per la creazione di apparecchi audio.
Nel 1956 il fratello di Katsuma, Tomoma Tani, gli mostrò un registratore magnetico a 3 motori, 3 testine ed audio stereo. Questo stimolò l'interesse di Katsuma nei registratori a bobina aperta. Sicuri di poter realizzare un prodotto migliore, i fratelli Tani fondarono la Tokyo Electro-Acoustic Company il 24 dicembre 1956.
La Tokyo Television Acoustic Company e la Tokyo Electro-Acoustic Company furono quindi fuse in TEAC Corporation. Il core business fu la fabbricazione di registratori a nastro magnetici.
Nel 2013 Gibson Brands Inc. compra la maggioranza relativa delle azioni.

## Computer tape memory system
Nel maggio del 1961 TEAC siglò un accordo per la licenza alla produzione di nastri magnetici di memoria con la IBM (magnetic tape memory).